# Alfredo Sivocci
Alfredo Sivocci (Milano, 4 gennaio 1891 – Milano, 10 luglio 1980) è stato un ciclista su strada e dirigente sportivo italiano.
Fu professionista dal 1910 al 1926, conta la vittoria di quattro tappe al Giro d'Italia.

## Carriera
Fratello minore di Ugo Sivocci, già ciclista e poi celebre pilota automobilistico, scomparso prematuramente nel 1923, Alfredo Sivocci nel 1909 divenne campione italiano su strada tra i dilettanti.
Passato professionista nel 1910 con la Legnano, partecipò al Giro d'Italia, chiudendo in decima posizione; tuttavia, successivamente, venne squalificato. Nel 1911 si accasò alla Senior-Polack, dove conquistò la prima vittoria in carriera, vincendo una tappa al Giro d'Italia. Nel 1912 ritornò in maglia Legnano, senza cogliere alcun successo; nel 1913, da individuale, vinse la Coppa Manrico Pasquali.
Durante la prima guerra mondiale si impose in corse di second'ordine del panorama italiano. Nel 1918 non ottenne vittorie, ma sfiorò il successo al Giro di Lombardia, dove chiuse secondo alle spalle di Gaetano Belloni. L'anno successivo colse importanti affermazioni alla Gran Fondo-La Seicento e alla Corsa del XX settembre, dove vinse entrambe le due tappe e la classifica generale. Nel 1922 tornò alla vittoria dopo tre anni di digiuno: si aggiudicò una tappa al Giro d'Italia e il Giro del Veneto; inoltre ottenne il quarto posto alla Corsa Rosa ed il quinto alla Milano-Sanremo. Nel 1923 e nel 1924 vinse altre due tappe al Giro, le quali furono le ultime affermazioni della carriera.
A partire dal 1953 fu direttore sportivo dell'Atala, della Lygie e infine della Maino.

## Palmarès
- 1909 (dilettanti)

Campionati italiani, Prova in linea Dilettanti
Lugano-Biasco
Coppa di Treviso
- 1911 (Senior-Polack, una vittoria)

11ª tappa Giro d'Italia (Bari > Pompei)
- 1913 (individuale, una vittoria)

Coppa Manrico Pasquali
- 1916 (Dei, tre vittorie)

Milano-Albissola
Albissola-Alassio
Milano-Pavia-Milano
- 1917 (Dei, una vittoria)

Giro della Provincia di Milano (con Gaetano Belloni)
- 1919 (Legnano, quattro vittorie)

Gran Fondo-La Seicento
1ª tappa Corsa del XX settembre (Roma > Napoli)
2ª tappa Corsa del XX settembre (Napoli > Roma)
Classifica generale Corsa del XX settembre
- 1922 (Legnano, due vittorie)

4ª tappa Giro d'Italia (Bologna > Pescara)
Giro del Veneto
- 1923 (Legnano, una vittoria)

9ª tappa Giro d'Italia (Trieste > Mantova)
- 1924 (Legnano, una vittoria)

12ª tappa Giro d'Italia (Verona > Milano)

### Altri successi
- 1916 (Dei)

Gran Premio UCAM
Circuito Brianteo
- 1919 (Legnano)

Torino-Trento-Trieste

## Piazzamenti

### Grandi Giri
- Giro d'Italia

1910: 10º (successivamente squalificato)
1911: 7º
1913: 24º
1914: ritirato
1919: ritirato
1921: 7º
1922: 4º
1923: 11º
1924: 10º
1925: ritirato

### Classiche monumento
- Milano-Sanremo

1910: ritirato
1911: 9º
1912: ritirato
1915: ritirato
1917: ritirato
1918: ritirato
1919: ritirato
1920: 9º
1921: 4º
1922: 5º
1923: ritirato
1924: 21º
- Giro di Lombardia

1909: 57º
1912: 24º
1914: 15º
1915: 9º
1916: 3º
1917: 9º
1918: 2º
1920: 6º
1922: 11º
1923: ritirato